# Scaptodrosophila melanopleura
Scaptodrosophila melanopleura är en tvåvingeart som först beskrevs av Mcevey och Bock 1982.  Scaptodrosophila melanopleura ingår i släktet Scaptodrosophila och familjen daggflugor. Inga underarter finns listade i Catalogue of Life.